# Akitsugu Konno
Akitsugu Konno (n. 1 septembrie 1944, Sapporo, Japonia – d. 5 septembrie 2019, Sapporo, Japonia) a fost un săritor cu schiurile ce a reprezentat Japonia, medaliat olimpic. A participat la o ediție a Jocurilor Olimpice (1972) în care a câștigat o medalie de argint.

## Participări
Lista de mai jos prezintă principalele competiții la care a participat Akitsugu Konno de-a lungul carierei.
- ski jumping at the 1972 Winter Olympics – normal hill individual[*]